# Seznam léčivých rostlin, V–Y
Toto je seznam léčivých rostlin, jejichž český název začíná písmenem V+W+Y.

CELÝ SEZNAM A-B-C-Č-D+Ď-E+F+G-H-Ch+I+J-K-L-M-N+O-P-R+Ř-S+Š-T+U-V+W+Y-Z+Ž

## V+W+Y
| Český název (další českojazyčné a lidové názvy) | Vědecký název                                                  | Užívaná část                                  | Lékopisný název                                          | Charakteristika účinků a použití | Botanické vyobrazení nebo fotka |
| --- | -------------------------------------------------------------- | --------------------------------------------- | -------------------------------------------------------- | --- | ------------------------------- |
| Vachta trojlistá (bobrek, brukvovec, dršťky, hořký jetel, ščudek vodný, vodní jetel, třílistník) | Menyanthes trifoliata (L.)                                     | listy, čerstvá kvetoucí rostlina              | Folia trifolii febrini, Menyanthes                       | posilující a povzbuzující účinky, proti bolestem hlavy, |                                 |
| Válečka lesní | Brachypodium sylvaticum (Huds.) (P.Beauv.)                     |                                               |                                                          | |                                 |
| Vanilka pravá (luštička, vanila, vanilie) | Vanilla planifolia (Jacks.) (Andrews)                          | usušená fermentovaná polozralá tobolka (lusk) | Fructus vanillaeOficiální v ČsL 1                        | korigens |                                 |
| Vavřín ušlechtilý (bobek, bobkový list, laur) | Laurus nobilis (L.)                                            | list, plod, vavřínový olej                    | Folium lauri,Fructus lauri, Oleum laurioficiální v ČsL 2 | stomachikum |                                 |
| Včelník moldavský (dračí hlava, moldava) | Dracocephalum moldavica (L.)                                   | kvetoucí nať                                  | Herba dracocephali                                       | při vyčerpanosti spojené s nespavostí |                                 |
| Večernice vonná (fiala noční, materna změnná, večernička) | Hesperis matronalis (L.)                                       |                                               |                                                          | |                                 |
| Vemeníček zelený (dutojazejček) | Dactylorhiza viridis (L.) (R.M.Bateman) (Pridgeon) (M.W.Chase) |                                               |                                                          | |                                 |
| Vemeník dvoulistý (ceptec, strenka, vémenka, vímenek) | Platanthera bifolia (L.) (Rich.)                               |                                               |                                                          | |                                 |
| Věsenka nachová (zednička) | Prenanthes purpurea (L.)                                       |                                               |                                                          | |                                 |
| Vesnovka obecná (herec, holubí vejce/vole, rumnice, turecká řeřicha, začanka) | Cardaria draba (L.) (Desv.)                                    |                                               |                                                          | |                                 |
| Větvičník slívový (mech dubový, parohatý lišejník) | Evernia prunastri (L.) (Ach.)                                  |                                               |                                                          | |                                 |
| Vičenec ligrus (esparseta, kopišník, kopištník, ligrus, sparsetka, šparsetka, vikvenec) | Onobrychis viciifolia (Scop.)                                  |                                               |                                                          | |                                 |
| Vikev čočkovitá (lecha) | Vicia ervilia (L.) (Willd.)                                    |                                               |                                                          | |                                 |
| Vikev huňatá (vikev písečná) | Vicia villosa (Roth)                                           |                                               |                                                          | |                                 |
| Vikev jednokvětá (čočár) | Vicia monantha (Retz.)                                         |                                               |                                                          | |                                 |
| Vikev plotní (kolovačka, vička) | Vicia sepium (L.)                                              |                                               |                                                          | |                                 |
| Vikev ptačí/Vikev lesní (planá cizrna, pračí hrách, vička, vikvice, vlčí hrách, vrabčinka) | Vicia cracca (L.) /Vicia sylvatica (L.)                        |                                               |                                                          | | /                               |
| Vikev setá (kolovačka vička, vika) | Vicia sativa (L.)                                              |                                               |                                                          | |                                 |
| Vikev srstnatá | Vicia hirsuta (L.) (Gray)                                      |                                               |                                                          | |                                 |
| Viktorie královská | Victoria amazonica (Poepp.) (J.C.Sowerby)                      |                                               |                                                          | |                                 |
| Vilín virginský | Hamamelis virginiana (L.)                                      | list                                          | Folium hamamelidisoficiální v ČsL 2                      | adstrigens, hemostyptikum,dermatologikum Masťová forma působí proti hemoroidům. |                                 |
| Violka psí (violka nevonná) | Viola canina (L.)                                              |                                               |                                                          | |                                 |
| Violka trojbarevná (bylina božcová/psotníková/trojící/trojičná, koření srdečné, maceška, pětibolestí, sirota, trojice polní, trojník, violka trojící) | Viola tricolor (L.)                                            | nať, čerstvá kvetoucí rostlina                | Herba violae tricoloris, Viola tricolor                  | čistí krev, záněty pokožky, ekzémy |                                 |
| Violka vonná (bylina božcová/psotníková, fialka vonná) | Viola odorata (Thunb.)                                         |                                               |                                                          | |                                 |
| Vistarie čínská (glycínie) | Wisteria sinensis (Sims) (DC.)                                 |                                               |                                                          | |                                 |
| Višeň mahebka (mahalebka obecná) | Prunus mahaleb (L.)                                            |                                               |                                                          | |                                 |
| Višeň obecná | Prunus cerasus (L.)                                            |                                               |                                                          | |                                 |
| Vítod hořký/ Vítod obecný (hořčinka, hořký křížek, koření křížkové kostelíček, mléčnice, mudatka, torlice, ustavač) | Polygala amara (L.) / Polygala vulgaris (L.)                   |                                               |                                                          | |                                 |
| Vítod senega | Polygala senega (L.)                                           | kořen                                         | Polygalae radix                                          | |                                 |
| Vlaštovičník větší (barvička, bělmové kořeny, bolák, boží dar/list/milost, calidon…, dolín, dravnicovina, mlíč hadí/hlohový, koření roupové/bělmové/oční, krkavník, německé opium, podplotníček, rostopák, srábek, šelvorc, tendelín, zlatič, žinkle, žlutokrev …) | Chelidonium majus (L.)                                         | nať                                           | Chelidonii herba                                         | |                                 |
| Vlčí bob bílý (hrách škrkavičný) | Lupinus albus (L.)                                             |                                               |                                                          | |                                 |
| Vlčí bob mnoholistý (lupina, vlčák, vlčina, vlčinec) | Lupinus polyphyllus (L.)                                       |                                               |                                                          | |                                 |
| Vlčí bob žlutý (hrách škrkavičný) | Lupinus luteus (L.)                                            |                                               |                                                          | |                                 |
| Vlnovec pětimužný (kapok, rostlinné hedvábí) | Ceiba pentandra (L.) (Gaertn.)                                 |                                               |                                                          | |                                 |
| Vlochyně bahenní (bažinná brusnice, blinka, blivanky, lochyně, mechynka, opilka, šálenka, vluchyně) | Vaccinium uliginosum (L.)                                      |                                               |                                                          | |                                 |
| Voďanka žabí květ | Hydrocharis morsus-ranae (L.)                                  |                                               |                                                          | |                                 |
| Vodní mor kanadský (vodomor) | Elodea canadensis (Michx.)                                     |                                               |                                                          | |                                 |
| Voňatka křivolaká | Cymbopogon flexuosus (Nees) (Steud.) (J.F.Watson)              |                                               |                                                          | | [[Soubor:\|100px]]              |
| Voňatka (Cymbopogon winterianus), citronová tráva pravá | Cymbopogon winterianus (Jowitt)                                | citronelová silice                            | Citronellae etheroleum                                   | |                                 |
| Vonodřev balzámový (toluánský balzám) | Myroxylon balsamum (L.) (Harms)                                | balzám z popáleného a poraněného kmene        | Balsamum peruvianum                                      | |                                 |
| Vonodřev peruánský (peruánský balzám) | Myroxylon peruiferum (L.f.)                                    |                                               |                                                          | |                                 |
| Vousatka draslavá (kuskus, vetiverie) | Chrysopogon zizanioides (L.) (Roberty)                         |                                               |                                                          | |                                 |
| Vranožka šupinatá (kolocír, lopatka, sloboda) | Coronopus squamatus (Forssk.) (Asch.)                          |                                               |                                                          | |                                 |
| Vraní oko čtyřlisté (bradavice, neštovčí, neštůvka, psí jahoda, vranovec čtyřlistý, vrtohlavec) | Paris quadrifolia (L.)                                         |                                               |                                                          | |                                 |
| Vratič obecný (kopretina balzámová/vratič, brátnička, cicvár, davič, hambous, hlístečná zelina, máří list, ráčíš, rápička, zděšenec, zvrátečka…) | Tanacetum vulgare (L.)                                         |                                               |                                                          | |                                 |
| Vratička měsíční (zasevratec) | Botrychium lunaria (L.) (Sw.)                                  |                                               |                                                          | |                                 |
| Vrba bílá (bělice, břesk, vrba smuteční) | Salix alba (L.)                                                | kůra, čerstvá kůra                            | Cortex salicis, Salix alba                               | antipyretické a mírné analgetické |                                 |
| Vrba jíva (kocan, kocanda, kocanka, kočičky, makyta, rakyta, rokytí, yva) | Salix caprea (L.)                                              | kůra                                          | Cortex salicis,                                          | |                                 |
| Vrba košařská (konopina, vrba košíkářská, vrba ohebná) | Salix viminalis (L.)                                           | kůra                                          | Cortex salicis,                                          | |                                 |
| Vrba křehká (křehovka, praskokrk) | Salix fragilis (L.)                                            | kůra                                          | Cortex salicis,                                          | |                                 |
| Vrba trojmužná (hloušina, mandlovka, popelka, vrba hluchá, zelenice) | Salix triandra (L.)                                            | kůra                                          | Cortex salicis,                                          | |                                 |
| Vrba nachová (vrba červená, červenice, rakovnice, zlatolýčí červené) | Salix purpurea (L.)                                            | kůra                                          | Cortex salicis,                                          | |                                 |
| Vrba pětimužná (mandlovka, vrba hořká) | Salix pentandra (L.)                                           | kůra                                          | Cortex salicis,                                          | |                                 |
| Vrba žlutá (vrba žloutková, zlatolýčí) | Salix alba var. vitellina (L.)                                 | kůra                                          | Cortex salicis,                                          | |                                 |
| Vrbina hajní (denka, lazivec, sakurandí, úložník) | Lysimachia nemorum (L.)                                        |                                               |                                                          | |                                 |
| Vrbina penízková (bazanovec, hadí bylina, koření žilní/žilové, zemolez, žilník, žilovník, žindík) | Lysimachia nummularia (L.)                                     |                                               |                                                          | |                                 |
| Vrbovka úzkolistá (vrbka úzkolistá, Ivanův/koptický/kurilský čaj, pejří) | Chamerion angustifolium (L.) ((Holub)                          |                                               |                                                          | |                                 |
| Vrbovka chlupatá | Epilobium hirsutum (L.)                                        |                                               |                                                          | |                                 |
| Vrbovka malokvětá (bylina ruinová/ohnivá/ohňová, pejří, pýří, ženský vlas) | Epilobium parviflorum (Schreb.)                                |                                               |                                                          | |                                 |
| Vřes obecný (břasa, břes, břeščák, hyndavec, chvojčina, jindavec, modrý rozchod, suchotinka) | Calluna vulgaris (L.) (Hull.)                                  | nať                                           | Herba ericae                                             | protizánětlivě v močové soustavě |                                 |
| Vřesovec pleťový (bano erika, jindavec, šedivník) | Erica carnea (L.)                                              |                                               |                                                          | |                                 |
| Vstavač kukačka | Anacamptis morio (L.) (R.M.Bateman) (Pridgeon)                 |                                               |                                                          | |                                 |
| Všedobr horní | Peucedanum ostruthium (L.) (W.D.J.Koch)                        | kořen                                         | Radix imperatoriae                                       | Expektorans, diaforetikum, diuretikum, sedativum, stomachikum |                                 |
| Všehoj americký | Panax quinquefolius (L.)                                       |                                               |                                                          | |                                 |
| Všehoj ženšenový | Panax ginseng (C.A.Mey.)                                       | kořen                                         | Radix ginseng                                            | Při vnitřním užití působí při tělesné a duševní únavě, rekonvalescenci, podporuje činnost srdce, cév, nervové soustavy, pohlavních žláz, jater, trávicí soustavy. Zevně do kosmetických přípravků. |                                 |
| Winterie lékařská (pepřovník chilský, skořice mangelanská, rozpytec lékařský) | Drimys winteri (J.R.Forst.) (G.Forst.)                         | kůra                                          | Cortex coto                                              | proti zimnici a slabosti žaludku |                                 |
| Wasabi (horské cesmínové víno, japonský křen) | Wasabia japonica (Matsum.)                                     |                                               |                                                          | |                                 |
| Ylang-ylang | Cananga odorata (DC.) (Hook. f.) (Thomson)                     |                                               |                                                          | |                                 |
| Yzop lékařský | Hyssopus officinalis (L.)                                      |                                               |                                                          | |                                 |